# Relações internacionais do Vietnã

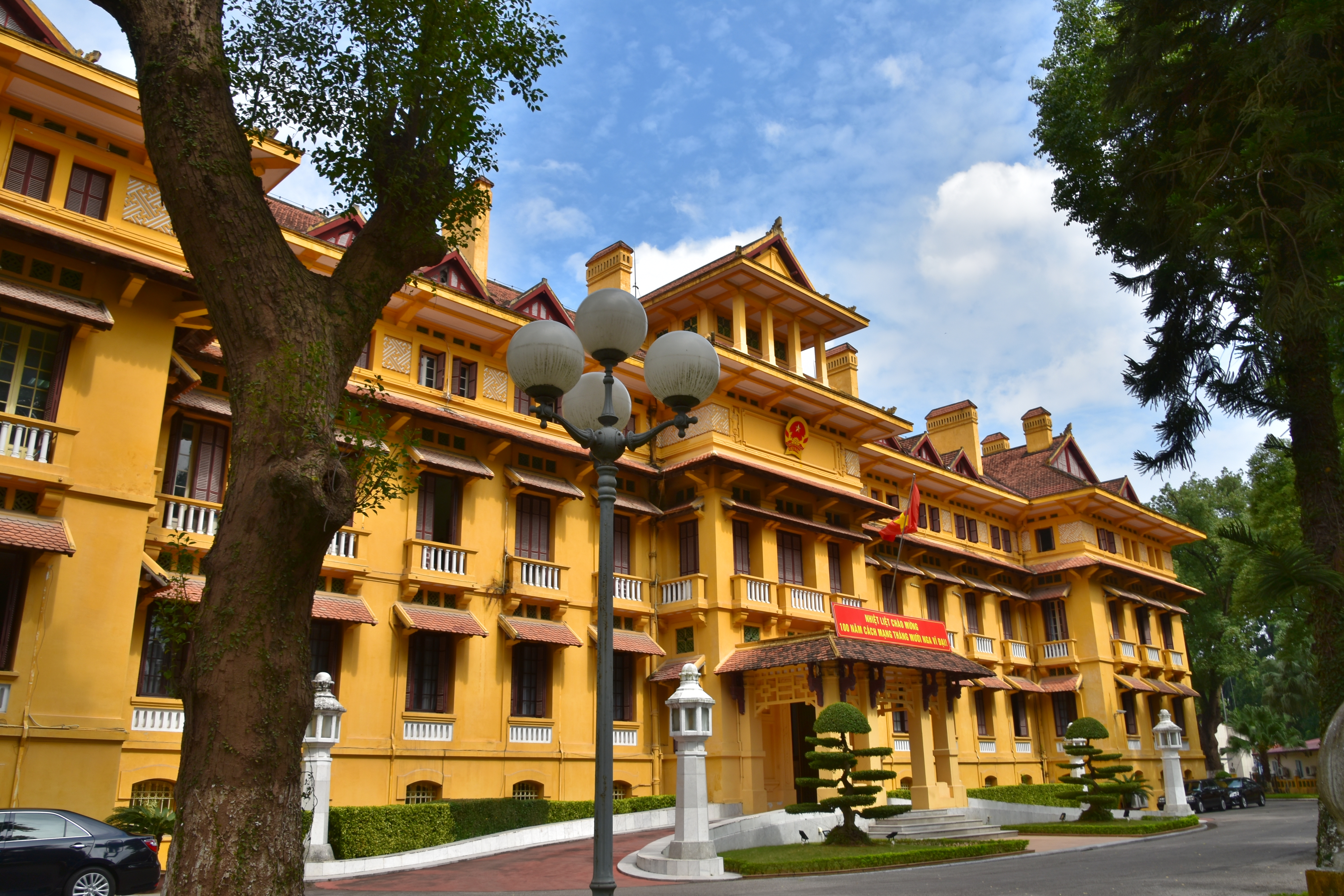
Ministério das Relações Exteriores em Hanói

Em abril de 2022, o Vietnã (oficialmente a República Socialista do Vietnã) mantém relações diplomáticas com 189 Estados membros da ONU, com o Estado da Palestina e com a República Árabe Sahrawi Democrática. Em 2011, o Comitê Central do Partido Comunista do Vietnã, no 11º Congresso Nacional do Partido Comunista do Vietnã, divulgou uma declaração oficial sobre a política externa do Vietnã e uma seção da declaração afirmava que: "O Vietnã é amigo e parceiro confiável de todos os países da comunidade internacional, participando ativamente dos processos de cooperação internacional e regional. Aprofundar, estabilizar e manter as relações internacionais estabelecidas. Desenvolver relações com países e territórios do mundo, bem como com organizações internacionais, demonstrando: respeito pela independência, soberania e integridade territorial de cada um; não interferência nos assuntos internacionais do outro; não uso ou ameaça de força; solução de desacordos e disputas por meio de negociações pacíficas; respeito mútuo, igualdade e benefício mútuo".
O Vietnã tomou medidas importantes para restaurar os laços diplomáticos com os principais países. As relações diplomáticas plenas foram restauradas com a Nova Zelândia, que abriu sua embaixada em Hanói em 1995, enquanto o Vietnã estabeleceu uma embaixada em Wellington em 2003. O Paquistão reabriu sua embaixada em Hanói em outubro de 2000. O Vietnã também reabriu sua embaixada em Islamabad em dezembro de 2005 e seu escritório comercial em Karachi em novembro de 2005. As relações entre os Estados Unidos e o Vietnã melhoraram em agosto de 1995, quando ambas as nações elevaram seus escritórios de ligação abertos em janeiro de 1995 ao status de embaixada, com os Estados Unidos abrindo posteriormente um consulado geral na Cidade de Ho Chi Minh e o Vietnã abrindo um consulado em São Francisco.

## História

### Vietnã Feudal
O Vietnã tem uma história que se estende por mais de 4.000 anos. No início de sua história, o Vietnã tentou manter boas relações com seus vizinhos. Desde a dinastia Hồng Bàng até muitas dinastias feudais, como a Ngô, Đinh, Early Lê, Lý, Trần, Later Lê, Tây Sơn e Nguyễn, as principais relações diplomáticas do Vietnã foram com a vizinha China Imperial, o Reino de Champá, o Império Quemer, o Reino Lan Xang e a Tailândia. Posteriormente, foram estabelecidas relações comerciais com países europeus (como a Companhia Holandesa das Índias Orientais) e com o Japão.

### Pós-Segunda Guerra Mundial

#### Período 1945-1946
Após a rendição do Japão, os exércitos britânico e chinês do Kuomintang entraram no território do Vietnã para retirar o exército imperial japonês da Indochina. O governo da República Democrática do Vietnã decidiu fazer um acordo de paz com Chiang Kai-shek, do Kuomintang, que estava posicionado no Vietnã do Norte, para que eles pudessem lutar contra os franceses no sul. Depois disso, o Vietnã assinou o tratado de paz com a França em 6 de março de 1946.

#### Período de 1947 a 1954
O Vietnã começou a expandir suas relações externas com outros países do mundo. Em janeiro de 1950, a República Popular da China e a União Soviética foram os dois primeiros países a reconhecer a República Democrática do Vietnã. Posteriormente, foram formadas alianças com o Camboja e o Laos para fazer campanhas antifrancesas, construindo a amizade com os países anticoloniais, como Tailândia, Myanmar, Indonésia e Índia.

### Período da Guerra Fria

#### Guerra do Vietnã
Durante a Guerra do Vietnã (1959-1975), o Vietnã do Norte equilibrou as relações com seus dois principais aliados, a União Soviética e a República Popular da China.
Em 1964, Zhou Enlai, preocupado com a escalada das forças dos EUA no Vietnã do Sul, fez um acordo informal com o Vietnã do Norte. O acordo estipulava que, se as forças norte-americanas e sul-vietnamitas invadissem o Vietnã do Norte, os chineses responderiam emprestando pilotos ao Norte. Durante a invasão, Mao Tsé-Tung não conseguiu enviar o número de pilotos treinados que havia prometido. Como resultado, o Norte tornou-se mais dependente da União Soviética para sua defesa.

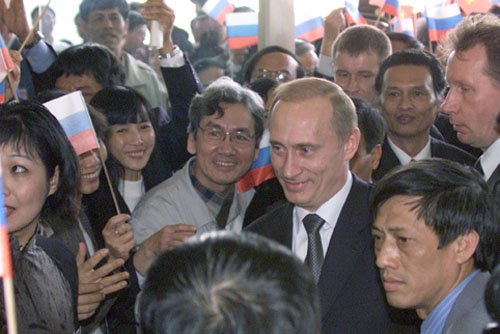
O presidente Vladimir Putin participando de uma tradicional reunião de formandos vietnamitas de universidades e faculdades soviéticas e russas, em março de 2001.

Em 1975, a tensão começou a crescer, pois Pequim via cada vez mais o Vietnã como um possível instrumento soviético para cercar a China. Enquanto isso, o crescente apoio de Pequim ao Khmer Vermelho do Camboja provocou suspeitas vietnamitas sobre os motivos da China.
As relações entre a China e o Vietnã se deterioraram significativamente depois que Hanói instituiu a proibição do comércio privado em março de 1978, uma medida que afetou particularmente o setor sino-vietnamita da população. Após a invasão do Camboja pelo Vietnã em dezembro de 1978, a China lançou uma invasão retaliatória na região da fronteira norte do Vietnã. Diante do corte da ajuda chinesa e das tensas relações internacionais, o Vietnã estabeleceu laços ainda mais estreitos com a União Soviética e seus aliados nos países membros do Comecon. Durante toda a década de 1980, o Vietnã recebeu quase US$ 3 bilhões por ano em ajuda econômica e militar da União Soviética e realizou a maior parte de seu comércio com a URSS e os países do Comecon. A ajuda econômica soviética e do Bloco de Leste, no entanto, cessou após a dissolução da União Soviética.

## Doi Moi
O Vietnã só começou a sair do isolamento internacional quando retirou suas tropas do Camboja em 1989. Poucos meses após os Acordos de Paz de Paris de 1991, o Vietnã estabeleceu relações diplomáticas e econômicas com os países membros da Associação de Nações do Sudeste Asiático e também com a maioria dos países da Europa Ocidental e do Extremo Oriente da Ásia. A China restabeleceu relações diplomáticas plenas com o Vietnã em 1991. As duas nações concluíram um acordo de demarcação de fronteiras terrestres em 1999. Em 1995, os EUA e o Vietnã restabeleceram os laços diplomáticos.
O Vietnã reconheceu a importância da crescente interdependência econômica global e fez esforços conjuntos para ajustar suas relações exteriores para refletir a evolução da situação econômica e política internacional no Sudeste Asiático. O país começou a se integrar à economia regional e global por meio da adesão a organizações internacionais. O Vietnã intensificou seus esforços para atrair capital estrangeiro do Ocidente e regularizar as relações com o sistema financeiro mundial. Na década de 1990, após a retirada do veto dos EUA aos empréstimos multilaterais ao país, o Vietnã tornou-se membro do Banco Mundial, do Fundo Monetário Internacional (FMI) e do Banco Asiático de Desenvolvimento. O país expandiu o comércio com seus vizinhos do Leste Asiático, bem como com países da Europa Ocidental e da América do Norte. De particular importância foi a aceitação do Vietnã na Associação de Nações do Sudeste Asiático em julho de 1995. O Vietnã entrou para o fórum de Cooperação Econômica Ásia-Pacífico em novembro de 1998 e também sediou a cúpula da Associação de Nações do Sudeste Asiático no mês seguinte. Em 2005, o Vietnã participou da primeira Cúpula do Leste Asiático. O Vietnã tornou-se membro da Organização Mundial do Comércio em novembro de 2006.

## Problemas atuais
Embora o Vietnã tenha permanecido relativamente livre de conflitos desde a época doa invasão do Camboja, no passado surgiram tensões entre o Vietnã e seus vizinhos, especialmente no caso da China, já que ambas as nações reivindicam as ilhas Spratly e Paracel, os dois arquipélagos em uma área potencialmente rica em petróleo no Mar do Sul da China. As reivindicações conflitantes produziram, ao longo dos anos, conflitos armados em pequena escala na área. Em 1988, mais de 70 soldados vietnamitas foram mortos durante um confronto com as forças chinesas, quando a China ocupou várias ilhas sob controle vietnamita na região das Ilhas Spratly. A afirmação de controle da China sobre as Ilhas Spratly e todo o Mar do Sul da China despertou a preocupação do Vietnã e de seus vizinhos do Sudeste Asiático. A fronteira territorial entre os dois países está sendo definitivamente mapeada de acordo com um Acordo de Fronteira Terrestre assinado em dezembro de 1999 e um Acordo sobre Fronteiras no Golfo de Tonkin assinado em dezembro de 2000. O Vietnã e a Rússia declararam uma parceria estratégica em março de 2001, durante a primeira visita de um chefe de estado russo a Hanói, em grande parte como uma tentativa de contrabalançar o perfil crescente da China no Sudeste Asiático.

### Disputas internacionais
Fronteira marítima com o Camboja não definida; envolvido em uma complexa disputa pelas Ilhas Spratly e Paracel com a República Popular da China, Malásia, Filipinas e possivelmente Brunei; fronteira marítima com a Tailândia resolvida em agosto de 1997; disputa de fronteira marítima com a República Popular da China no Golfo de Tonquim resolvida em 2000; Ilhas Paracel ocupadas pela República Popular da China desde 1974; ilhas offshore e seções da fronteira com o Camboja estão em disputa; o acordo sobre a fronteira terrestre com a República Popular da China foi assinado em dezembro de 1999.

### Drogas ilícitas
Pequeno produtor de papoila-dormideira, com 21 km² cultivados em 1999, capaz de produzir 11 toneladas de ópio; pequeno ponto de trânsito para a heroína do Sudeste Asiático destinada aos EUA e à Europa; crescente dependência de ópio e heroína; possível produção de heroína em pequena escala.

## Relações diplomáticas
Lista de países com os quais o Vietnã mantém relações diplomáticas:
| #   | País                            | Data                    |
| --- | ------------------------------- | ----------------------- |
| 1   | China                           | 18 de janeiro de 1950   |
| 2   | Rússia                          | 30 de janeiro de 1950   |
| 3   | Coreia do Norte                 | 31 de janeiro de 1950   |
| 4   | Romênia                         | 3 de fevereiro de 1950  |
| 5   | Hungria                         | 3 de fevereiro de 1950  |
| 6   | República Tcheca                | 3 de fevereiro de 1950  |
| 7   | Polônia                         | 4 de fevereiro de 1950  |
| 8   | Bulgária                        | 7 de fevereiro de 1950  |
| 9   | Albânia                         | 11 de fevereiro de 1950 |
| 10  | Mongólia                        | 17 de novembro de 1954  |
| 11  | Indonésia                       | 30 de dezembro de 1955  |
| 12  | Sérvia                          | 10 de março de 1957     |
| 13  | Guiné                           | 8 de outubro de 1958    |
| 14  | Mali                            | 30 de outubro de 1960   |
| 15  | Cuba                            | 2 de dezembro de 1960   |
| 16  | Marrocos                        | 27 de março de 1961     |
| 17  | República Democrática do Congo  | 13 de abril de 1961     |
| 18  | Laos                            | 5 de setembro de 1962   |
| 19  | Argélia                         | 28 de outubro de 1962   |
| 20  | Egito                           | 1 de setembro de 1963   |
| 21  | Iémen                           | 16 de outubro de 1963   |
| 22  | República do Congo              | 16 de julho de 1964     |
| 23  | Tanzânia                        | 14 de fevereiro de 1965 |
| 24  | Mauritânia                      | 15 de março de 1965     |
| 25  | Gana                            | 25 de março de 1965     |
| 26  | Síria                           | 21 de julho de 1966     |
| 27  | Camboja                         | 24 de junho de 1967     |
| 28  | Iraque                          | 10 de julho de 1968     |
| 29  | Suécia                          | 11 de janeiro de 1969   |
| 30  | Sudão                           | 26 de agosto de 1969    |
| 31  | Senegal                         | 29 de dezembro de 1969  |
| 32  | Somália                         | 7 de junho de 1970      |
| 33  | Sri Lanka                       | 21 de julho de 1970     |
| 34  | Chile                           | 25 de março de 1971     |
| 35  | Suíça                           | 11 de outubro de 1971   |
| 36  | Dinamarca                       | 25 de novembro de 1971  |
| 37  | Noruega                         | 25 de novembro de 1971  |
| 38  | Índia                           | 7 de janeiro de 1972    |
| 39  | Camarões                        | 30 de agosto de 1972    |
| 40  | Guiné Equatorial                | 1 de setembro de 1972   |
| 41  | Zâmbia                          | 15 de setembro de 1972  |
| 42  | Paquistão                       | 8 de novembro de 1972   |
| 43  | Áustria                         | 1 de dezembro de 1972   |
| 44  | Tunísia                         | 15 de dezembro de 1972  |
| 45  | Madagascar                      | 19 de dezembro de 1972  |
| 46  | Finlândia                       | 25 de janeiro de 1973   |
| 47  | Uganda                          | 9 de fevereiro de 1973  |
| 48  | Bangladesh                      | 11 de fevereiro de 1973 |
| 49  | Austrália                       | 26 de fevereiro de 1973 |
| 50  | Benim                           | 14 de março de 1973     |
| 51  | Bélgica                         | 22 de março de 1973     |
| 52  | Itália                          | 23 de março de 1973     |
| 53  | Malásia                         | 30 de março de 1973     |
| 54  | Países Baixos                   | 9 de abril de 1973      |
| 55  | França                          | 12 de abril de 1973     |
| 56  | Singapura                       | 1 de agosto de 1973     |
| 57  | Islândia                        | 3 de agosto de 1973     |
| 58  | Irã                             | 4 de agosto de 1973     |
| 59  | Canadá                          | 21 de agosto de 1973    |
| 60  | Reino Unido                     | 11 de setembro de 1973  |
| 61  | Japão                           | 21 de setembro de 1973  |
| 62  | Guiné-Bissau                    | 30 de setembro de 1973  |
| 63  | Argentina                       | 25 de outubro de 1973   |
| 64  | Gâmbia                          | 30 de outubro de 1973   |
| 65  | Luxemburgo                      | 15 de novembro de 1973  |
| 66  | Burquina Fasso                  | 16 de novembro de 1973  |
| 67  | Malta                           | 14 de janeiro de 1974   |
| 68  | Afeganistão                     | 16 de setembro de 1974  |
| 69  | Gabão                           | 9 de janeiro de 1975    |
| 70  | Togo                            | 8 de fevereiro de 1975  |
| 71  | Níger                           | 7 de março de 1975      |
| 72  | Líbia                           | 15 de março de 1975     |
| 73  | Grécia                          | 15 de abril de 1975     |
| 74  | Burundi                         | 16 de abril de 1975     |
| 75  | Guiana                          | 19 de abril de 1975     |
| 76  | Nepal                           | 15 de maio de 1975      |
| 77  | México                          | 19 de maio de 1975      |
| 78  | Myanmar                         | 28 de maio de 1975      |
| 79  | Maldivas                        | 8 de junho de 1975      |
| 80  | Nova Zelândia                   | 19 de junho de 1975     |
| 81  | Moçambique                      | 25 de junho de 1975     |
| 82  | Portugal                        | 1 de julho de 1975      |
| 83  | Cabo Verde                      | 8 de julho de 1975      |
| 84  | Panamá                          | 28 de agosto de 1975    |
| 85  | Alemanha                        | 23 de setembro de 1975  |
| 86  | Ruanda                          | 30 de setembro de 1975  |
| 87  | Costa do Marfim                 | 6 de outubro de 1975    |
| 88  | Angola                          | 12 de novembro de 1975  |
| 89  | Chipre                          | 29 de novembro de 1975  |
| 90  | Jamaica                         | 5 de janeiro de 1976    |
| 91  | Kuwait                          | 10 de janeiro de 1976   |
| 92  | Etiópia                         | 23 de fevereiro de 1976 |
| 93  | Costa Rica                      | 24 de abril de 1976     |
| 94  | Nigéria                         | 25 de maio de 1976      |
| 95  | Filipinas                       | 12 de julho de 1976     |
| 96  | Tailândia                       | 6 de agosto de 1976     |
| 97  | São Tomé e Príncipe             | 6 de novembro de 1976   |
| 98  | Espanha                         | 23 de maio de 1977      |
| 99  | Turquia                         | 7 de junho de 1978      |
| 100 | Serra Leoa                      | 24 de junho de 1978     |
| 101 | Colômbia                        | 1 de janeiro de 1979    |
| —   | Saara Ocidental                 | 2 de março de 1979      |
| 102 | Granada                         | 15 de julho de 1979     |
| 103 | Seicheles                       | 16 de agosto de 1979    |
| 104 | Nicarágua                       | 3 de setembro de 1979   |
| 105 | Equador                         | 1 de janeiro de 1980    |
| 106 | Jordânia                        | 19 de agosto de 1980    |
| 107 | Líbano                          | 12 de fevereiro de 1981 |
| 108 | Zimbabwe                        | 24 de julho de 1981     |
| 109 | Chade                           | 5 de outubro de 1981    |
| 110 | Vanuatu                         | 3 de março de 1982      |
| 111 | Bolívia                         | 10 de fevereiro de 1987 |
| —   | Estado da Palestina             | 19 de novembro de 1988  |
| 112 | Brasil                          | 8 de maio de 1989       |
| 113 | Papua Nova Guiné                | 3 de novembro de 1989   |
| 114 | Venezuela                       | 8 de dezembro de 1989   |
| 115 | Namíbia                         | 21 de março de 1990     |
| 116 | Djibouti                        | 30 de abril de 1991     |
| 117 | Uzbequistão                     | 17 de janeiro de 1992   |
| 118 | Ucrânia                         | 23 de janeiro de 1992   |
| 119 | Bielorrússia                    | 24 de janeiro de 1992   |
| 120 | Letônia                         | 12 de fevereiro de 1992 |
| 121 | Estônia                         | 20 de fevereiro de 1992 |
| 122 | Brunei                          | 29 de fevereiro de 1992 |
| 123 | Lituânia                        | 18 de março de 1992     |
| 124 | Quirguistão                     | 4 de junho de 1992      |
| 125 | Omã                             | 9 de junho de 1992      |
| 126 | Moldávia                        | 11 de junho de 1992     |
| 127 | Cazaquistão                     | 29 de junho de 1992     |
| 128 | Geórgia                         | 30 de junho de 1992     |
| 129 | Ilhas Marshall                  | 1 de julho de 1992      |
| 130 | Armênia                         | 14 de julho de 1992     |
| 131 | Tajiquistão                     | 14 de julho de 1992     |
| 132 | Turcomenistão                   | 29 de julho de 1992     |
| 133 | Azerbaijão                      | 23 de setembro de 1992  |
| 134 | Coreia do Sul                   | 22 de dezembro de 1992  |
| 135 | Eslováquia                      | 1 de janeiro de 1993    |
| 136 | Guatemala                       | 7 de janeiro de 1993    |
| 137 | Catar                           | 8 de fevereiro de 1993  |
| 138 | Fiji                            | 14 de maio de 1993      |
| 139 | Israel                          | 12 de julho de 1993     |
| 140 | Eritreia                        | 20 de julho de 1993     |
| 141 | Emirados Árabes Unidos          | 1 de agosto de 1993     |
| 142 | Uruguai                         | 11 de agosto de 1993    |
| 143 | África do Sul                   | 22 de dezembro de 1993  |
| 144 | Samoa                           | 9 de março de 1994      |
| 145 | Maurício                        | 4 de maio de 1994       |
| 146 | Eslovênia                       | 7 de junho de 1994      |
| 147 | Macedônia do Norte              | 10 de junho de 1994     |
| 148 | Croácia                         | 1 de julho de 1994      |
| 149 | Peru                            | 14 de novembro de 1994  |
| 150 | Belize                          | 4 de janeiro de 1995    |
| 151 | Bahrein                         | 31 de março de 1995     |
| 152 | Paraguai                        | 30 de maio de 1995      |
| 153 | Estados Federados da Micronésia | 22 de junho de 1995     |
| 154 | Estados Unidos                  | 12 de julho de 1995     |
| 155 | Barbados                        | 25 de agosto de 1995    |
| 156 | São Vicente e Granadinas        | 18 de dezembro de 1995  |
| 157 | Quênia                          | 21 de dezembro de 1995  |
| 158 | Bósnia e Herzegovina            | 26 de janeiro de 1996   |
| 159 | Irlanda                         | 5 de abril de 1996      |
| 160 | Ilhas Salomão                   | 30 de outubro de 1996   |
| 161 | Haiti                           | 26 de setembro de 1997  |
| 162 | Suriname                        | 19 de dezembro de 1997  |
| 163 | Lesoto                          | 6 de janeiro de 1998    |
| 164 | Arábia Saudita                  | 21 de outubro de 1999   |
| 165 | Timor-Leste                     | 28 de julho de 2002     |
| 166 | Honduras                        | 17 de maio de 2005      |
| 167 | Nauru                           | 21 de junho de 2006     |
| 168 | Montenegro                      | 4 de agosto de 2006     |
| 169 | Andorra                         | 12 de junho de 2007     |
| 170 | San Marino                      | 6 de julho de 2007      |
| 171 | República Dominicana            | 7 de julho de 2007      |
| 172 | Mônaco                          | 29 de novembro de 2007  |
| 173 | Liechtenstein                   | 2 de julho de 2008      |
| 174 | Palau                           | 18 de agosto de 2008    |
| 175 | República Centro-Africana       | 10 de novembro de 2008  |
| 176 | Botswana                        | 11 de fevereiro de 2009 |
| 177 | El Salvador                     | 16 de janeiro de 2010   |
| 178 | Butão                           | 19 de janeiro de 2012   |
| 179 | Essuatíni                       | 21 de maio de 2013      |
| 180 | Dominica                        | 1 de novembro de 2013   |
| 181 | São Cristóvão e Neves           | 1 de novembro de 2013   |
| 182 | Antígua e Barbuda               | 8 de novembro de 2013   |
| 183 | Kiribati                        | 15 de setembro de 2014  |
| 184 | Comores                         | 24 de setembro de 2015  |
| 185 | Libéria                         | 28 de junho de 2016     |
| 186 | Santa Lúcia                     | 26 de junho de 2018     |
| 187 | Sudão do Sul                    | 21 de fevereiro de 2019 |
| —   | Ilhas Cook                      | 26 de abril de 2022     |
| 188 | Bahamas                         | 6 de janeiro de 2023    |
| 189 | Trindade e Tobago               | 1 de fevereiro de 2023  |
| 190 | Tonga                           | 21 de setembro de 2023  |

## Relações bilaterais

### África
| País                      | Início das relações formais | Observações |
| ------------------------- | --------------------------- | --- |
| Argélia                   | 28 de outubro de 1962       | Consulte Relações entre Argélia e Vietnã - A Argélia tem uma embaixada em Hanói. - O Vietnã tem uma embaixada em Argel. |
| Angola                    | 12 de novembro de 1975      | Consulte Relações entre Angola e Vietnã - Angola tem uma embaixada em Hanói. - O Vietnã tem uma embaixada em Luanda. |
| Burquina Fasso            | 16 de novembro de 1973      | - Os dois países estabeleceram relações diplomáticas em 16 de novembro de 1973. - Ambos os países são membros plenos da Organização Internacional da Francofonia. |
| Burundi                   | 16 de abril de 1975         | - Os dois países estabeleceram relações diplomáticas em 16 de abril de 1975. - Ambos os países são membros plenos da Organização Internacional da Francofonia. |
| Cabo Verde                | 8 de julho de 1975          | - Os dois países estabeleceram relações diplomáticas em 8 de julho de 1975. |
| República Centro-Africana | 10 de novembro de 2008      | - Os dois países estabeleceram relações diplomáticas em 10 de novembro de 2008. |
| Comores                   | 24 de setembro de 2015      | - Ambos os países são membros plenos da Organização Internacional da Francofonia. |
| Djibouti                  | 30 de abril de 1991         | - Os dois países estabeleceram relações diplomáticas em 30 de abril de 1991. - Ambos os países são membros plenos da Organização Internacional da Francofonia. |
| Egito                     | 1 de setembro de 1963       | - O Egito tem uma embaixada em Hanói. - O Vietnã tem uma embaixada no Cairo. |
| Guiné-Bissau              | 30 de setembro de 1973      | - Os dois países estabeleceram relações diplomáticas em 30 de setembro de 1973. - A Guiné-Bissau é credenciada no Vietnã por sua embaixada em Pequim, na China. |
| Quênia                    | 21 de dezembro de 1995      | Consulte Relações entre Quênia e Vietnã - A partir de 1998, esse foi o último país africano com o qual o Vietnã estabeleceu vínculos diplomáticos bilaterais. - O Quênia é credenciado no Vietnã por meio de sua embaixada em Bangkok, na Tailândia. - A embaixada do Vietnã na Tanzânia é credenciada no Quênia. |
| Líbia                     | 15 de março de 1975         | Consulte Relações entre Líbia e Vietnã - Os dois países estabeleceram relações diplomáticas em 15 de março de 1975. - A Líbia tem uma embaixada em Hanói. - O Vietnã é credenciado na Líbia por sua embaixada no Cairo, Egito.                                                                                    |
| Madagascar                | 19 de dezembro de 1972      | - Os dois países estabeleceram relações diplomáticas em 19 de dezembro de 1972. - Madagascar é credenciada no Vietnã por sua embaixada em Pequim, na China. - O Vietnã é credenciado em Madagascar por sua embaixada em Maputo, Moçambique, e tem um consulado honorário em Antananarivo.                         |
| Serra Leoa                | 24 de junho de 1978         | - Os dois países estabeleceram relações diplomáticas em 24 de junho de 1978. - O Vietnã é credenciado em Serra Leoa por sua embaixada em Abuja, na Nigéria. |
| Tanzânia                  | 14 de fevereiro de 1965     | Consulte Relações entre Tanzânia e Vietnã |

### Américas
| País                 | Início das relações formais | Observações |
| -------------------- | --------------------------- | --- |
| Argentina            | 25 de outubro de 1973       | - Desde dezembro de 1996, a Argentina tem uma embaixada em Hanói. - Desde janeiro de 1995, o Vietnã tem uma embaixada em Buenos Aires. - Ministério das Relações Exteriores da Argentina: lista de tratados bilaterais com o Vietnã (somente em espanhol) - Ministério das Relações Exteriores do Vietnã sobre as relações com a Argentina |
| Brasil               | 8 de maio de 1989           | - O Brasil tem uma embaixada em Hanói. - O Vietnã tem uma embaixada em Brasília. |
| Canadá               | 21 de agosto de 1973        | Consulte Relações entre Canadá e Vietnã - O Canadá mantém uma embaixada em Hanói e um consulado geral na Cidade de Ho Chi Minh. - O Vietnã tem uma embaixada em Ottawa e um consulado geral em Vancouver. |
| Chile                | 25 de março de 1971         | Consulte Relações entre Chile e Vietnã - O Chile tem uma embaixada em Hanói. - O Vietnã tem uma embaixada em Santiago. |
| Cuba                 | 2 de dezembro de 1960       | Consulte Relações entre Cuba e Vietnã - Cuba tem uma embaixada em Hanói. - O Vietnã tem uma embaixada em Havana. |
| República Dominicana | 7 de julho de 2007          | - A República Dominicana tem uma embaixada em Hanói. - O Vietnã é credenciado na República Dominicana por sua embaixada em Havana, Cuba. |
| Guiana               | 19 de abril de 1975         | - Os dois países estabeleceram relações diplomáticas em 19 de abril de 1975. - As relações econômicas e comerciais são muito limitadas. |
| México               | 19 de maio de 1975          | Consulte Relações entre México e Vietnã - O México tem uma embaixada em Hanói. - O Vietnã tem uma embaixada na Cidade do México. |
| Panamá               | 28 de agosto de 1975        | - O Panamá tem uma embaixada em Hanói e um consulado geral na Cidade de Ho Chi Minh. - O Vietnã é credenciado no Panamá por sua embaixada na Cidade do México, México. |
| Paraguai             | 30 de maio de 1995          | - O Paraguai é credenciado no Vietnã pela embaixada em Tóquio, Japão. - O Vietnã é credenciado no Paraguai por sua embaixada em Buenos Aires, Argentina. |
| Peru                 | 14 de novembro de 1994      | Consulte Relações entre Peru e Vietnã - O Peru tem uma embaixada em Hanói. - O Vietnã é credenciado no Peru por sua embaixada em Brasília, Brasil. |
| Estados Unidos       | 12 de julho de 1995         | Consulte Relações entre Estados Unidos e Vietnã - Os Estados Unidos têm uma embaixada em Hanói e um consulado geral na Cidade de Ho Chi Minh. - O Vietnã tem uma embaixada em Washington, D.C., e consulados gerais em Houston, Nova York e São Francisco. |
| Uruguai              | 11 de agosto de 1993        | Consulte Relações entre Uruguai e Vietnã - O Uruguai tem uma embaixada em Hanói. - O Vietnã é credenciado no Uruguai por sua embaixada em Buenos Aires, Argentina. |
| Venezuela            | 8 de dezembro de 1989       | Consulte Relações entre Venezuela e Vietnã - O Vietnã tem uma embaixada em Caracas e a Venezuela tem uma embaixada em Hanói. Embora o comércio bilateral tenha sido de US$ 11,7 milhões em 2007, as relações mostram um "grande potencial". Nos últimos dez anos, os dois países testemunharam novos desenvolvimentos em vários campos, incluindo política, economia, cultura e sociedade, especialmente no setor de petróleo e gás. - O presidente vietnamita Nguyễn Minh Triết chegou a Caracas em 18 de novembro para uma visita oficial de dois dias a convite de Hugo Chávez. Triết enalteceu a amizade do Vietnã com a Venezuela enquanto procurava se concentrar em fechar acordos de petróleo e gás, incluindo um fundo de desenvolvimento conjunto. Ele disse que "nós (vietnamitas) somos gratos pelo apoio e solidariedade que eles (venezuelanos) nos ofereceram até agora". disse Triết. - Desde a visita de Hugo Chávez ao Vietnã em 2006, seu governo intensificou as relações bilaterais com o país, o que também incluiu uma visita do secretário geral do Partido Comunista, Nông Đức Mạnh, em 2007. A Petróleos de Venezuela e a Petrovietnam também anunciaram vários projetos conjuntos desde a visita de 2006, incluindo a concessão da Petrovietnam na bacia do Orinoco e um acordo para transportar o petróleo venezuelano para o Vietnã, onde os dois construiriam juntos uma refinaria de petróleo que o Vietnã não possui. Na visita de 2006, Chávez elogiou a história revolucionária do Vietnã enquanto atacava os Estados Unidos por seus crimes "imperialistas" na Guerra do Vietnã. Na visita de 2008, Triết fez comentários semelhantes ao elogiar um grupo de venezuelanos que capturou um soldado dos EUA durante a Guerra do Vietnã em uma tentativa malsucedida de impedir a execução de um revolucionário vietnamita. Os dois líderes também assinaram um acordo para um fundo conjunto de US$ 200 milhões e 15 projetos de cooperação. - Em março de 2008, foi assinado um acordo de cooperação em turismo entre o Vietnã e a Venezuela. O presidente Nguyễn Minh Triết recebeu o vice-presidente da Petróleos de Venezuela, Asdrubal Chávez, e declarou que a cooperação em petróleo e gás se tornaria um exemplo típico de sua cooperação multifacetada. Em 2009, o governo venezuelano aprovou US$ 46,5 milhões para um projeto de desenvolvimento agrícola com o Vietnã. |

### Ásia
| País                   | Início das relações formais                                            | Observações |
| ---------------------- | ---------------------------------------------------------------------- | --- |
| Afeganistão            | 16 de setembro de 1974                                                 | - O Vietnã teve uma embaixada em Cabul de 1978 a 1992. |
| Armênia                | 14 de julho de 1992                                                    | - As relações diplomáticas entre a Armênia e o Vietnã foram estabelecidas em 14 de julho de 1992. - O Vietnã é credenciado na Armênia por meio de sua embaixada em Moscou, Rússia. - A Armênia tem uma embaixada em Hanói. |
| Bangladesh             | 2 de novembro de 1973                                                  | Consulte Relações entre Bangladesh e Vietnã |
| Brunei                 | 29 de fevereiro de 1992                                                | Consulte Relações entre Brunei e Vietnã - Brunei tem uma embaixada em Hanói, e o Vietnã tem uma embaixada em Bandar Seri Begawan. |
| Camboja                | 24 de junho de 1967                                                    | Consulte Relações entre Camboja e Vietnã - Desde a década de 1990, as relações entre essas nações vêm melhorando. Ambos os países são membros das organizações regionais multilaterais Associação de Nações do Sudeste Asiático e da Cooperação Mekong-Ganga. Ambos abriram e desenvolveram o comércio transfronteiriço e buscaram flexibilizar as regulamentações de vistos para esse fim. Ambos os governos estabeleceram metas oficiais para aumentar o comércio bilateral em 27%, chegando a US$ 2,3 bilhões até 2010 e a US$ 6,5 bilhões até 2015. O Vietnã exportou mercadorias no valor de US$ 1,2 bilhão para o Camboja em 2007. Embora o Camboja seja apenas o 16º maior importador de produtos vietnamitas, o Vietnã é o terceiro maior mercado de exportação do Camboja. - O Camboja tem uma embaixada em Hanói e um consulado geral na Cidade de Ho Chi Minh. - O Vietnã tem uma embaixada em Phnom Penh e consulados gerais em Battambang e Sihanoukville. |
| China                  | 960 (Dinastia Sung) 18 de janeiro de 1950 (República Popular da China) | Consulte Relações entre China e Vietnã - Depois que os dois lados retomaram os laços comerciais em 1991, o crescimento do comércio bilateral aumentou de US$ 32 milhões em 1991 para quase US$ 7,2 bilhões em 2004. Ambos os governos estabeleceram a meta de aumentar o volume de comércio para US$ 10 bilhões até 2010. As exportações do Vietnã para a China incluem petróleo, carvão, café e alimentos, enquanto a China exporta produtos farmacêuticos, maquinário, petróleo, fertilizantes e peças de automóveis para o Vietnã. A China se tornou o segundo maior parceiro comercial do Vietnã e a maior fonte de importações. As duas nações estão trabalhando para estabelecer um "corredor econômico" de Yunnan, na China, para as províncias e cidades do norte do Vietnã, além de zonas econômicas semelhantes no Golfo de Tonquim e conectando Nanning, na província de Guangxi, Lang Son, Hanói, Haiphong e Quang Ninh, no Vietnã. O transporte aéreo e marítimo, bem como o ferroviário, foram abertos entre os dois países, assim como os 7 pares de portos de nível nacional nas províncias e regiões fronteiriças dos dois países. Os dois lados também lançaram empreendimentos conjuntos, como o Thai Nguyen Steel Complex, que produz centenas de milhares de toneladas de produtos de aço. - A China tem uma embaixada em Hanói e consulados gerais em Da Nang e na Cidade de Ho Chi Minh. - O Vietnã tem uma embaixada em Pequim e consulados gerais em Guangzhou, Hong Kong, Kunming, Nanning e Xangai. |
| Índia                  | 7 de janeiro de 1972                                                   | Consulte Relações entre Índia e Vietnã - A Índia e o Vietnã são membros da Cooperação Mekong-Ganga, criada para desenvolver e aprimorar os laços entre a Índia e as nações do Sudeste Asiático. O Vietnã apoiou a candidatura da Índia para se tornar um membro permanente do Conselho de Segurança da ONU e participar da Cooperação Econômica Ásia-Pacífico. Na declaração conjunta de 2003, a Índia e o Vietnã previram a criação de um "Arco de Vantagem e Prosperidade" no Sudeste Asiático. Com esse objetivo, o Vietnã apoiou um relacionamento e um papel mais importante entre a Índia e a Associação das Nações do Sudeste Asiático e a negociação de um acordo de livre comércio entre a Índia e essa organização. A Índia e o Vietnã também criaram parcerias estratégicas, incluindo uma ampla cooperação para o desenvolvimento de energia nuclear, o aprimoramento da segurança regional e o combate ao terrorismo, ao crime transnacional e ao tráfico de drogas. |
| Indonésia              | 30 de dezembro de 1955                                                 | Consulte Relações entre Indonésia e Vietnã - O Vietnã e a Indonésia são membros da Associação das Nações do Sudeste Asiático. - A presidente Megawati Sukarnoputri da Indonésia visitou o Vietnã em junho de 2003. Naquela ocasião, os dois países assinaram uma declaração sobre a estrutura da cooperação amigável e abrangente no início do século XXI. - Em maio de 2005, o presidente da Indonésia, Susilo Bambang Yudhoyono, visitou o Vietnã. Em dezembro do mesmo ano, foram organizadas festividades nas respectivas capitais para comemorar o 50º aniversário do estabelecimento de laços diplomáticos. Devido às contínuas disputas no Mar do Sul da China, tanto o Vietnã quanto a Indonésia apoiaram a contenção da militarização. A China reivindica a Zona Econômica Especial (ZEE) da Ilha Natuna da Indonésia, enquanto também reivindica a maior parte do Mar do Sul da China, incluindo as ilhas Paracel e Spratly, reivindicadas pelo Vietnã. |
| Irã                    | 4 de agosto de 1973                                                    | Consulte Relações entre Irã e Vietnã |
| Iraque                 | 10 de julho de 1968                                                    | Consulte Relações entre Iraque e Vietnã - Desde dezembro de 1969, o Iraque tem uma embaixada em Hanói. - O Vietnã é credenciado no Iraque por sua embaixada em Teerã, no Irã. |
| Israel                 | 12 de julho de 1993                                                    | Consulte Relações entre Israel e Vietnã - Desde dezembro de 1993, Israel tem uma embaixada em Hanói. - O Vietnã tem uma embaixada em Tel Aviv. - Ministério das Relações Exteriores do Vietnã sobre as relações com Israel. |
| Japão                  | 1605 (Período Tokugawa) 21 de setembro de 1973                         | Consulte Relações entre Japão e Vietnã - O Lorde Nguyễn Hoàng começou a enviar uma carta nacional a Tokugawa Ieyasu para convidar comerciante japoneses a irem para Hội An em 1605. - O Príncipe Cường Để foi exilado no Japão em 1905. - Việt Nam Duy Tân Hội (Associação de Modernização do Vietnã) foi criada em 1904 por Phan Bội Châu, o nacionalista vietnamita que desejava levar seu povo ao Japão para estudar por meio do Movimento Đông Du. - O Império do Japão invadiu a Indochina Francesa em 1940. - Rendição do Japão em 1945. - Ambas as nações estabeleceram relações em 21 de setembro de 1973. - Após a Ata Final da Conferência Internacional de Paris sobre o Camboja, em 23 de outubro de 1991, entre as partes cambojanas, a Indonésia (como copresidente com a França) e os cinco membros permanentes do Conselho de Segurança das Nações Unidas, o Japão prontamente estabeleceu relações diplomáticas e acabou com as restrições econômicas com o Camboja e o Vietnã. Em novembro de 1992, Tóquio ofereceu ao Vietnã US$ 370 milhões em ajuda. O Japão também assumiu um papel de liderança nas atividades de manutenção da paz no Camboja. Yasushi Akashi, subsecretário geral da ONU para desarmamento, era o chefe da Autoridade Provisória das Nações Unidas no Camboja, e o Japão prometeu US$ 3 milhões e enviou aproximadamente 2.000 funcionários, incluindo membros da Forças de Autodefesa do Japão, para participar diretamente da manutenção da paz. Apesar da perda de um pacificador japonês morto em uma emboscada, a força permaneceu no Camboja até que os cambojanos conseguissem eleger e instalar um governo. - O Japão é o maior doador individual para o Vietnã. Ele prometeu US$ 890 milhões em ajuda ao país este ano, ou seja, 6,5% a mais do que o nível de 2006, que foi de US$ 835,6 milhões. |
| Casaquistão            | 29 de junho de 1992                                                    | - O Vietnã tem uma embaixada em Astana. - O Cazaquistão tem uma embaixada em Hanói. |
| Laos                   | 5 de setembro de 1962                                                  | Consulte Relações entre Laos e Vietnã - Embora o histórico de liderança do Vietnã na revolução e seu poder militar e proximidade não deixem de existir, o Laos saiu na frente do Vietnã com seu Novo Mecanismo Econômico para introduzir mecanismos de mercado em sua economia. Ao fazer isso, o Laos abriu as portas para a aproximação com a Tailândia e a China, o que lhe custou um pouco de sua dependência especial do Vietnã. O Laos poderia ter chegado ao mesmo ponto de normalização seguindo a mudança econômica e diplomática do Vietnã, mas, ao seguir em frente com determinação e responder aos gestos tailandeses e chineses, o Laos ampliou sua gama de doadores, parceiros comerciais e investidores, independentemente das tentativas do Vietnã de atingir o mesmo objetivo. Dessa forma, o Vietnã permanece nas sombras como mentor e aliado de emergência, e a tutela do Laos foi drasticamente transferida para bancos de desenvolvimento e empresários internacionais. - O Laos tem uma embaixada em Hanói e um consulado geral em Da Nang e na Cidade de Ho Chi Minh. - O Vietnã tem uma embaixada em Vientiane e consulados gerais em Luang Prabang, Pakxe e Savannakhet. |
| Malásia                | 30 de março de 1973                                                    | Consulte Relações entre Malásia e Vietnã - O Vietnã tem uma embaixada em Kuala Lumpur. - A Malásia tem uma embaixada em Hanói e um consulado geral na Cidade de Ho Chi Minh. |
| Mongólia               | 1280 (Dinastia Yuan) 17 de novembro de 1954                            | Consulte Relações entre Mongólia e Vietnã - Os países assinaram um Tratado de Amizade e Cooperação em 1961, renovaram-no em 1979 e assinaram um novo em 1995. Em 13 de janeiro de 2003, os países assinaram um documento de cooperação de oito pontos, comprometendo-se com a cooperação entre os dois governos e seus órgãos legislativos, substituindo um documento anterior assinado em 1998. - Foram realizadas algumas sessões do comitê intergovernamental Vietnã-Mongólia sobre cooperação em comércio, economia e tecnologia científica. Uma delas aconteceu em Ulaanbaatar, em 2010. Em 25 de maio de 2004, em Ulaanbaatar, os países assinaram acordos sobre transporte ferroviário e cooperação científica e tecnológica. Outros acordos abrangeram áreas como proteção de plantas e regulamentos de quarentena, alfândega, saúde e educação. |
| Myanmar                | 28 de maio de 1975                                                     | Consulte Relações entre Myanmar e Vietnã - Myanmar tem uma embaixada em Hanói. - O Vietnã tem uma embaixada em Rangum. |
| Coreia do Norte        | 1226 (Dinastia Goryeo) 31 de janeiro de 1950                           | Consulte Relações entre Coreia do Norte e Vietnã - O príncipe Lý Long Tường, da dinastia Lý, fugiu e se exilou no Reino de Goryeo em 1226 para evitar a execução da dinastia Trần. - Os dois tiveram algumas reuniões quando ambos enviaram enviados para pagar tributo ao Império Chinês. - A Coreia do Norte reconheceu o Vietnã do Norte, aliado comunista, em 31 de janeiro de 1950. - Em julho de 1957, o presidente Ho Chi Minh visitou a Coreia do Norte. - O líder norte-coreano Kim Il-sung visitou o Vietnã do Norte em novembro e dezembro de 1958 e em novembro de 1964. - Em fevereiro de 1961, os dois governos concluíram um acordo de cooperação científica e técnica. - O presidente Kim Il Sung enviou alguns esquadrões de caças ao Vietnã do Norte para apoiar os 921º e 923º esquadrões de caças norte-vietnamitas que defendiam Hanói, enquanto Hanói era bombardeada pelas forças aéreas dos EUA. - Os estudantes do Vietnã do Norte começaram a estudar na Coreia do Norte já na década de 1960. - Posteriormente, as relações diminuíram devido a disputas comerciais e de investimentos nas décadas de 1990 e 2000 e ao relacionamento emergente entre a Coreia do Sul e o Vietnã. |
| Paquistão              | 8 de novembro de 1972                                                  | Consulte Relações entre Paquistão e Vietnã - O Paquistão abriu sua embaixada em Hanói em 1973. No entanto, devido a razões econômicas, o Paquistão fechou a embaixada em 1980. O Vietnã também abriu sua embaixada em Islamabad em 1978 e teve que fechá-la em 1984 devido a suas próprias dificuldades econômicas. Nos últimos anos, as relações bilaterais entre o Paquistão e o Vietnã melhoraram consideravelmente. Os líderes de ambos os países expressaram sua vontade de fortalecer as relações existentes, não apenas na esfera política, mas também em outras áreas, como comércio e economia, e trocar mais visitas de um país para o outro, incluindo visitas de alto escalão e de trabalho. O Paquistão reabriu sua embaixada em Hanói em outubro de 2000. O Vietnã também reabriu sua embaixada em Islamabad em dezembro de 2005 e seu escritório comercial em Karachi em novembro de 2005. |
| Filipinas              | 12 de julho de 1976                                                    | Consulte Relações entre Filipinas e Vietnã - Desde o fim da Guerra Fria, as relações entre as Filipinas e o Vietnã se aqueceram rapidamente. Atualmente, as Filipinas e o Vietnã são aliados econômicos e têm um acordo de livre comércio entre si. Ambas as nações fazem parte da Associação das Nações do Sudeste Asiático e da Cooperação Econômica Ásia-Pacífico. As Filipinas e o Vietnã realizaram exercícios militares conjuntos no Mar do Sul da China e estão tentando encontrar maneiras de transformar as Ilhas Spratly de uma área de conflito em uma área de cooperação. O Vietnã também é, às vezes, considerado o único aliado militar comunista das Filipinas. As Filipinas e o Vietnã também estão monitorando a expansão da China no Mar do Sul da China, certificando-se de que a China não representa uma ameaça para as ilhas filipinas ou vietnamitas no Mar do Sul da China. As Filipinas também importam uma grande quantidade de material de escrita, roupas e outros produtos do Vietnã. Em maio de 2009, as Filipinas assinaram um acordo com o Vietnã para cooperar na luta contra crimes e garantir a ordem social. Em janeiro de 2010, a Bolsa de Valores das Filipinas assinou um memorando de entendimento com a Bolsa do Vietnã "para colaboração mútua e comunicação de informações e experiências" para facilitar o desenvolvimento e as operações eficientes de ambos os mercados de valores mobiliários. Em 2012, o Vietnã enviou dois ativos militares para uma visita às Filipinas. Tanto o Vietnã quanto as Filipinas têm a mesma posição em relação às disputas no Mar do Sul da China, apoiando negociações multilaterais e decisões de tribunais internacionais para resolver a questão, táticas que a China tem evitado. Em 2016, as Filipinas reforçaram sua posição sobre a disputa por meio de uma decisão judicial em um tribunal internacional não associado à ONU e se prepararam para criar relações mais fortes com o Vietnã para defesa estratégica e cooperação econômica. |
| Catar                  | 8 de fevereiro de 1993                                                 | Consulte Relações entre Catar e Vietnã - O Catar tem uma embaixada em Hanói. - O Vietnã tem uma embaixada em Doha. |
| Singapura              | 1 de agosto de 1973                                                    | Consulte Relações entre Singapura e Vietnã - Cingapura tem uma embaixada em Hanói. - O Vietnã tem uma embaixada em Singapura. |
| Coreia do Sul          | 1226 (Dinastia Goryeo) 22 de dezembro de 1992                          | Consulte Relações entre Coreia do Sul e Vietnã - O príncipe Lý Long Tường, da dinastia Lý, fugiu e se exilou no Reino de Goryeo em 1226 para evitar a execução da dinastia Trần. - Os dois tiveram algumas reuniões quando ambos enviaram enviados para pagar tributo ao Império Chinês. - A Coreia do Sul reconheceu o Vietnã do Sul, aliado capitalista. - O presidente Park Chung Hee enviou tropas da ROK para lutar na guerra do Vietnã na década de 1960. - O estabelecimento de relações diplomáticas entre a República Socialista do Vietnã e a República da Coreia começou em 22 de dezembro de 1992. Visitas oficiais entre as nações: - Primeiro-ministro Lee Young-deok (Agosto de 1994). - Presidente Kim Young-sam (Novembro de 1996). - Presidente Kim Dae-jung (Dezembro de 1998). - Primeiro-ministro Lee Han-dong (Abril de 2002). - Presidente Roh Moo-hyun (Outubro de 2004). - Presidente da Assembleia Nacional Kim Won-ki (Janeiro de 2006). - Presidente da Cooperação Econômica Ásia-Pacífico Roh Moo-hyun (Novembro de 2006). - Presidente da Assembleia Nacional Lim Chae-jung (Abril de 2008). - Enviado presidencial Lee Byung-suk (Maio de 2009). - Presidente Lee Myung-bak (Outubro de 2009). - Presidente da Assembleia Nacional Kim Hyong-o (Novembro de 2009). - Presidente Lee Myung-bak (Outubro de 2010). - Presidente da Assembleia Nacional Kang Chang Hee (Janeiro de 2013). - Presidente do G20 Park Geun-hye (Setembro de 2013). |
| Taiwan                 | 960 (Dinastia Song)                                                    | Consulte Relações entre Taiwan e Vietnã - Taiwan tinha relações plenas com o antigo Vietnã do Sul. - As relações entre Taiwan e Vietnã são conduzidas em um nível não oficial, pois Hanói adere à Política de Uma China e reconhece oficialmente apenas a República Popular da China. No entanto, isso não impediu visitas bilaterais e fluxos significativos de migrantes e capital de investimento entre Taiwan e Vietnã. Taiwan tem sido a maior fonte de investimento estrangeiro direto no Vietnã desde 2006. Ambos os países mantêm embaixadas de facto; Taiwan é representado por filiais do Escritório Econômico e Cultural de Taipei em Hanói e Cidade de Ho Chi Minh, enquanto o Vietnã é representado pelo Escritório Econômico e Cultural do Vietnã em Taipei. |
| Tailândia              | 6 de agosto de 1976                                                    | Consulte Relações entre Tailândia e Vietnã - A Tailândia tem uma embaixada em Hanói e um consulado geral na Cidade de Ho Chi Minh. - O Vietnã tem uma embaixada em Bangkok e um consulado geral em Khon Kaen. |
| Turquia                | 7 de junho de 1978                                                     | Ver Relações entre Turquia e Vietnã - O Vietnã tem uma embaixada em Ancara. - A Turquia tem uma embaixada em Hanói. - O volume de comércio entre os dois países foi de US$ 1,912 bilhão em 2015 (exportações/importações do Vietnã: 1,76/0,16 bilhão de dólares). - Há voos diretos de Istambul para Hanói e Cidade de Ho Chi Minh desde 27 de junho de 2016. |
| Emirados Árabes Unidos | 1 de agosto de 1993                                                    | Consulte Relações entre Emirados Árabes Unidos e Vietnã - Os Emirados Árabes Unidos têm uma embaixada em Hanói. - O Vietnã tem uma embaixada em Abu Dhabi. |

### Europa
| País               | Início das relações formais                                                                                              | Observações |
| ------------------ | --- | --- |
| União Europeia     | 1990 | Consulte Relações entre União Europeia e Vietnã |
| Áustria            | 1 de dezembro de 1972 | Consulte Relações entre Áustria e Vietnã |
| Bielorrússia       | 24 de janeiro de 1992 | Consulte Relações entre Bielorrússia e Vietnã - Desde 1997, a Bielorrússia tem uma embaixada em Hanói. - Desde novembro de 2003, o Vietnã tem uma embaixada em Minsk. |
| Bulgária           | 7 de fevereiro de 1950                                                                                                   | Consulte Relações entre Bulgária e Vietnã - A Bulgária tem uma embaixada em Hanói. - O Vietnã tem uma embaixada em Sofia. - Em 2006, o governo búlgaro concordou com um plano de cooperação em saúde com o Vietnã. O plano de dois anos inclui cooperação em muitas áreas, principalmente em saúde pública, assistência hospitalar e ambulatorial, segurança alimentar e educação médica. |
| República Tcheca   | 3 de fevereiro de 1950 (como Tchecoslováquia)                                                                            | Consulte Relações entre República Tcheca e Vietnã - A República Tcheca tem uma embaixada em Hanói. - O Vietnã tem uma embaixada em Praga. |
| Dinamarca          | 25 de novembro de 1971                                                                                                   | Consulte Relações entre Dinamarca e Vietnã - Desde 1º de abril de 1994, a Dinamarca tem uma embaixada em Hanói. - Desde 12 de agosto de 2000, o Vietnã tem uma embaixada em Copenhague. - Há cerca de 8.500 vietnamitas vivendo na Dinamarca. - Em junho de 2002, Nguyễn Dy Niên, ministro das Relações Exteriores do Vietnã, visitou a Dinamarca. - Em outubro de 2004, Per Stig Møller, Ministro das Relações Exteriores da Dinamarca, participou do 5ª Diálogo Ásia-Europa em Hanói. - Em março de 2007, Ulrik Federspiel, Secretário de Estado para Assuntos Estrangeiros, visitou o Vietnã. - Ministério das Relações Exteriores do Vietnã sobre as relações com a Dinamarca. |
| França             | 12 de abril de 1973 | Consulte Relações entre França e Vietnã - As relações entre a França e o Vietnã começaram já no século XVII com a missão do padre jesuíta Alexandre de Rhodes. Vários comerciantes visitaram o Vietnã durante o século XVIII, até o grande envolvimento das forças francesas sob o comando de Pigneau de Béhaine para ajudar a estabelecer a dinastia Nguyễn de 1787 a 1789. A França se envolveu fortemente no Vietnã no século XIX sob o pretexto de proteger o trabalho dos missionários católicos no país. Progressivamente, a França criou para si uma enorme colônia, que formaria a Indochina Francesa em 1887. A França continuou a governar o Vietnã como colônia até a derrota da França na Primeira Guerra da Indochina e a proclamação da independência do Vietnã em 1954. - A França tem uma embaixada em Hanói e um consulado geral na Cidade de Ho Chi Minh. - O Vietnã tem uma embaixada em Paris. |
| Alemanha           | 3 de fevereiro de 1955 (com a Alemanha Oriental e a Alemanha unficada) 23 de setembro de 1975 (com a Alemanha Ocidental) | Consulte Relações entre Alemanha e Vietnã - A Alemanha tem uma embaixada em Hanói. - O Vietnã tem uma embaixada em Berlim e um consulado geral em Frankfurt. |
| Grécia             | 15 de abril de 1975 | Consulte Relações entre Grécia e Vietnã - A Grécia tem uma embaixada em Hanói. - O Vietnã tem uma embaixada em Atenas. |
| Santa Sé           | Sem relações | Consulte Relações entre Santa Sé e Vietnã - Com o fim da Guerra do Vietnã, o Delegado Apostólico foi forçado a partir. Como uma delegação apostólica, diferentemente de uma embaixada, não é uma instituição bilateral com envolvimento do Estado, a Delegação Apostólica para o Vietnã não foi suprimida, mas permaneceu inativa desde 1975. Em janeiro de 2011, a Santa Sé nomeou o primeiro embaixador, formalmente "representante não residente no Vietnã", com o Arcebispo Leopoldo Girelli sendo o primeiro a ocupar o cargo, além da outra função do Arcebispo Girelli como Núncio Apostólico em Singapura e Delegado Apostólico na Malásia. - Missões temporárias da Santa Sé para discutir com o governo assuntos de interesse comum são enviadas a cada um ou dois anos, e houve pelo menos uma visita de uma missão vietnamita ao Vaticano. O marxismo e o comunismo promoveram oficialmente o ateísmo, fazendo com que os católicos romanos e outros cristãos fossem associados à região anticomunista do Vietnã do Sul. Isso prejudicou as relações entre a Santa Sé e o governo de Hanói. Bispos importantes foram presos por vários anos, no que alguns observadores descreveram como uma perseguição à Igreja vietnamita. Há também a questão da propriedade da Igreja confiscada pelo governo vietnamita e que a Igreja tem tentado recuperar. |
| Hungria            | 3 de fevereiro de 1950                                                                                                   | Consulte Relações entre Hungria e Vietnã - A Hungria tem uma embaixada em Hanói. - O Vietnã tem uma embaixada em Budapeste. |
| Itália             | 23 de março de 1973 | Consulte Relações entre Itália e Vietnã - A Itália tem uma embaixada em Hanói e um consulado geral na Cidade de Ho Chi Minh. - O Vietnã tem uma embaixada em Roma. |
| Luxemburgo         | 15 de novembro de 1973                                                                                                   | Consulte Relações entre Luxemburgo e Vietnã - A representação de Luxemburgo no Vietnã é feita por meio de sua embaixada em Pequim, na China. - O Vietnã é representado por sua embaixada em Bruxelas, na Bélgica. |
| Macedônia do Norte | 10 de junho de 1994 | - Os países estabeleceram relações diplomáticas em 10 de junho de 1994. - A Macedônia do Norte é representada no Vietnã por meio de sua embaixada em Pequim, na China. - O Vietnã é representado na Macedônia do Norte por meio de sua embaixada em Sófia, Bulgária. |
| Polônia            | 4 de fevereiro de 1950                                                                                                   | Consulte Relações entre Polônia e Vietnã - A Polônia tem uma embaixada em Hanói. - O Vietnã tem uma embaixada em Varsóvia. |
| Portugal           | 1 de julho de 1975 | - Em 2015, os dois países comemoraram 500 anos de relações, lembrando 1515, quando o viajante português Duarte Coelho chegou à Cochinchina, Champá e Tonquim iniciando um longo período de relações comerciais com os portugueses estabelecidos em Macau e em Malaca. - Portugal é credenciado no Vietnã por sua embaixada em Bangkok, na Tailândia, e tem consulados honorários em Hanói e na Cidade de Ho Chi Minh. - O Vietnã é credenciado em Portugal por sua embaixada em Paris, França. |
| Rússia             | 30 de janeiro de 1950 (como União Soviética)                                                                             | Consulte Relações entre Rússia e Vietnã - A União Soviética era aliada do Vietnã. - Em 30 de janeiro de 1950, a União das Repúblicas Socialistas Soviéticas estabeleceu uma embaixada no Vietnã do Norte. |
| Sérvia             | 10 de março de 1957 (como República Socialista Federativa da Iugoslávia)                                                 | - A Sérvia é representada no Vietnã por meio de sua embaixada em Jacarta, na Indonésia. - O Vietnã é representado na Sérvia por meio de sua embaixada em Bucareste, na Romênia. - O Vietnã apoia a Sérvia na questão de Kosovo. - Ministério das Relações Exteriores da Sérvia sobre a relação com o Vietnã. - Ministério das Relações Exteriores do Vietnã sobre a relação com a Sérvia. |
| Eslováquia         | 2 de fevereiro de 1950 (como Tchecoslováquia)                                                                            | Consulte Relações entre Eslováquia e Vietnã - A Eslováquia tem uma embaixada em Hanói. - O Vietnã tem uma embaixada em Bratislava. |
| Espanha            | 23 de maio de 1977 | Consulte Relações entre Espanha e Vietnã - A Espanha tem uma embaixada em Hanói. - O Vietnã tem uma embaixada em Madri. |
| Ucrânia            | 23 de janeiro de 1992 | Consulte Relações entre Ucrânia e Vietnã |
| Reino Unido        | 11 de setembro de 1973                                                                                                   | Consulte Relações entre Reino Unido e Vietnã - O Reino Unido tem uma embaixada em Hanói. - O Vietnã tem uma embaixada em Londres. |

### Oceania
| País          | Início das relações formais | Observações |
| ------------- | --------------------------- | --- |
| Austrália     | 26 de fevereiro de 1973     | Consulte Relações entre Austrália e Vietnã - Os primeiros-ministros australianos Paul Keating e John Howard visitaram o Vietnã, em 1994 e 2006, respectivamente. - No ano fiscal de 2006-2007, o auxílio ao desenvolvimento no exterior da Austrália foi de 81,5 milhões de dólares australianos. - Em 2006, o volume do comércio bilateral foi de US$ 4,75 bilhões. - A Austrália tem uma embaixada em Hanói e um consulado na Cidade de Ho Chi Minh. O Vietnã tem uma embaixada em Canberra. - Ministério das Relações Exteriores do Vietnã sobre as relações entre o Vietnã e a Austrália. |
| Nova Zelândia | 19 de junho de 1975         | Consulte Relações entre Nova Zelândia e Vietnã - As relações diplomáticas plenas foram restabelecidas em 1989. - A Nova Zelândia abriu sua embaixada em Hanói em 1995, enquanto o Vietnã estabeleceu uma embaixada em Wellington em 2003. |

### Trabalhos citados
- Dang, Xuan Tanh (Agosto de 2011), «AEC, ECFA and Vietnam–Taiwan Economic Relations» (PDF), Taiwan–Vietnam Economic Cooperation: Moving Towards the 2015 Vision of ASEAN Economic Integration, consultado em 4 de dezembro de 2012, cópia arquivada (PDF) em 24 de dezembro de 2013
- Tran, Quang Minh (Agosto de 2011), «Two decades of Taiwan's FDI in Vietnam: An analysis» (PDF), Taiwan–Vietnam Economic Cooperation: Moving Towards the 2015 Vision of ASEAN Economic Integration, consultado em 4 de dezembro de 2012, cópia arquivada (PDF) em 24 de dezembro de 2013